# Юлія Жемайте

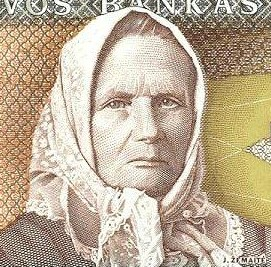
Портрет Юлії Жемайте на купюрі в 1 литовський лит 1993 року випуску.

Ю́лія Жема́йте (лит. Julija Beniuševičiūtė-Žymantienė; справжнє призвище — Жімантене; 31 травня (12 червня) 1845 маєток Буканте поблизу міста Плунґе, Жемайтія, нині Литва — 7 грудня 1921 м. Маріямполе, Литва) — литовська письменниця, прозаїк та драматург.

## Життєпис
З безземельних дворян. З 1864 служила у поміщиків нянею і покоївкою. В 1865 вступила в шлюб з Лаурінасом Жімантасом, колишнім кріпаком. Близько 30 років разом з чоловіком займалася сільським господарством. Під впливом Повіласа Вішинськіса написала першу розповідь «Сватання», надруковану в литовському календарі «Tikrasis Lietuvos ukininku kalendorius» на 1895 рік. Видавці змінили назву розповіді на «Осінній вечір» і дали авторці псевдонім Zemaite («Жемайтійка»).
До 1900 жила в Усненай. Після смерті чоловіка була економкою в маєтках літератора Владаса Путвінськіса, з 1906 — в невеликому господарстві батьків письменниці Габріеле Пяткявичайте-Біті. В 1912 переїхала у Вільно. З 1914 жила в будинку громадського діяча, депутата від Сувалкської губернії II і III Дум — А. А. Булат, брала участь в діяльності керованого ним комітету допомоги біженцям. В серпні 1915 разом з сім'єю Булата виїхала до Петербургу, на початку 1916 в США для збору засобів на допомогу потерпілим від війни. З поверненням Булатів до Росії в 1917 залишалася жити у сина в Чикаго. В 1921 повернулася до Литви і влаштувалася в Маріямполю у Булатів.

## Творчість
Починаючи з перших оповідань, зображала селянське життя, перш за все сімейні відносини. Відобразила в прозі практично всі сторони і злободенні події тодішнього литовського життя, різні типи ксьондзів (відзначала невідповідність між проповіддю і матеріальними інтересами), поміщиків (засуджувала за погане поводження з працівниками і невміння господарювати), селян (різко критикувала за розбещеність, пияцтво, заздрість, мстивість, забобони). Позитивними героями виступають розповсюджувачі нелегального литовського друку, просвітителі, страждальники за ідею.
Написала сім комедій і два монологи, автор нарисів, фейлетонів, публіцистичної статті. Розповіді перекладалися на азербайджанську, болгарську, латиську, польську, румунську, російську, українську, чеську, фінську мови.
Писати почала тільки у 50-літньому віці, дещо облаштувавши родинний побут. Жемайте — народна письменниця і у буквальному, і в найвищому значенні цього поняття. Весь свій вік вона прожила клопотами й злигоднями литовського селянина і зуміла свій досвід піднести на рівень історико-народного світосприймання. Її картини життя рідного народу, перейняті відчуттям і розумінням його докорінних потреб, прагненням віднайти тенденції його історичного розвитку, і самі набули значення загально-народної школи етики й соціальності, людяності, співчуття та боротьби за кращу долю. Любов до народу, вболівання за нього, зрілість із ним лежать в основі сенсу її творчості, однак це не призвело до однобічної поетизації або виправдання всіх явищ народного життя й побуту — навпаки, зумовило сувору правдивість, прозірливість, критичний пафос художнього аналізу соціальних відносин і моральних колізій на селі.
Саме Жемайте судилося стати верховинним явищем реалізму в литовської літературі кінця 19 століття, вона відтворила широку й багатобарвну картину тодішнього села. Поміщицтво і панство, сільське та міське, вона змалювала суто негативно, розклавши на саркастичні штрихи неабиякої сили, — як закінчений і замкнений у собі соціальний стан, об'єктивне становище якого неминуче зумовлює моральну звироднілість. Що ж до селянства, то воно у неї не є таким остаточно соціально розшарованим і фатально визначеним. Часом соціальний статус не збігається з моральним, дія моральних чинників ніби «дезорганізує», сплутує соціальну картину села. Бідність, зубожіння часом виявляються наслідком пияцтва, ледарства, розпусти, особистої зіпсутості, однак глибшою причиною цієї деморалізації є розкладкова дія капіталістичних відносин на селі, процесів обуржуазнення, влади грошей, що розмивають здорову духовну основу трудового люду. Українська, російська, польська (як і західно-європейська, насамперед французька) літератури з великою силою показали владу землі над селянином. Проте на зламі 19 і 20 століття на зміну цій владі — і на селі — прийшла або її доповнила влада грошей — гроші стали більшою реальністю, ніж земля, впливаючи на долю людини. Це й показала Жемайте у своїх оповіданнях. Але є і велика різниця між владою землі та владою грошей. Земля пробуджує не лише темні інстинкти й власницьку жадобу, — вона є водночас і джерелом світлих почуттів та трудової моралі, і саме це її природна, неспотворена функція в житті людського суспільства. А на гроші ніщо високе в людській душі не відгукується, їхня влада не має своєї поетичної, благодатної сторони. З болем показала Жемайте, як люди калічать самі себе заради цієї примарної, облудної сили, що обіцяє владу й щастя. Грошові та інші приватно-майнові відносини не з волі селянина увійшли в його життя, і йому просто немає куди від них подітися. Часто зустрічається в оповіданнях Жемайте тип деморалізованої безкорінної людини, яка відірвалася від свого народу, втратила природну мораль і культуру, а натомість не набула нічого, крім зневаги до тривких народних норм та понять, до своїх «неосвічених» співвітчизників (оповідання "Topylis / «Топіліс», 1897). З гіркотою описала Жемайте розклад сім'ї під тиском майнових факторів, коли природний союз людських сердець поступився голому матеріальному розрахунку.
Один із найбагатших і вистражданих у її творчості — мотив нещасливого шлюбу в житті жінки, невдоволеної потреби щирого кохання, душевної ніжності. Важка доля дівчини і жінки-селянки постала багатоманітно і з вражаючою правдивістю. Одне з найкращих оповідань Ж. — «Marti» («Невістка», 1899), у якому виразно розкрито трагедію молодої дівчини, виданої за нелюба лише задля закріплення майнових комбінацій батьків. Оповідання було дуже популярним у Литві, інсценівка за ним увійшла в історію відроджуваного литовського національного театру. З часом у творах Ж. з'явилося дедалі більше житейського руху, змін, ознак суспільних зрушень, нових ідей та їх носіїв (студенти, вчителі та ін.). Урізноманітнилася її творчість і тематично, і жанрово: постали теми міста («У місті»), селянської еміграції в Америку («Nelaimingi vaikai» / «Нещасні діти», 1903) — одна з найтрагічніших у Ж., що змушує згадати твори В. Стефаника; своєрідно зринає ця тема і в образах «американців» — денаціоналізованих і обуржуазнених литовців-реемігрантів («Klampynė» / «Драговина»). Непересічний сатиричний хист виявила Жемайте в оповіданнях, нарисах і статтях про ксьондзів, яких вважала слугами обскурантизму. Антиклерикальні мотиви є провідними і в її драматургії. 1889 Жемайте побувала в Ризі на кількох виставах латиського театру, який переживав тоді період піднесення, після цього й сама написала кілька невеликих п'єс, серед яких найбільший успіх мали комедії «Усім приклад» та «Apsiriko» («Помилилася», 1911), де висміяно облудність святенників і святенниць.
У громадсько-політичну діяльність Жемайте увійшла вже літньою жінкою, але виявила неабияку енергію та запал, поштовхом для неї стала Російська революція 1905—1907, яку вона зустріла з піднесенням. Її настрій того часу дуже нагадує настрій Лесі Українки: захоплення, надії, гіркота. Жемайте провадила у пресі кампанію за права жінок, виступала з доповідями на жіночому з'їзді в Литві та на всеросійському жіночому з'їзді у Санкт-Петербурзі 1908 (знову-таки, можна згадати аналогічну боротьбу тодішніх українських феміністок, як-от Н. Кобринська). Пізніше Ж. була редактором однієї з газет і 1914, майже 70-літньою, відсиділа два тижні в тюрмі за друкування статей, які не сподобалися царській цензурі. Боляче сприйняла Ж. 1-у світову війну і ті страждання, які принесла вона литовському народові. Ж. відмовилася від пропозицій урочисто відзначити свій 70-літній ювілей: «Тут ллється кров, течуть сльози, а ці дармоїди займаються такими дрібницями». Щоб зібрати кошти для біженців, вона 1916 поїхала до США, де виступала на мітингах, у пресі, брала участь у діяльності литовських робітничих організацій. Пишний фасад «Нового світу» не ввів її у оману, до тодішньої американської дійсності вона поставилася критично.
За час перебування у США на батьківщині Жемайте сталися великі зміни — Литва здобула незалежність. Але її майбутнє під буржуазно-клерикальним, як вона вважала, проводом викликало в неї тривогу. Ще у США 1920 року Жемайте писала: «…Чого я найбільше боялася — коли б у Литві не запанував ксьондзівський деспотизм, — те і сталося. Тепер вони будуть, як і раніше, контролювати совість людей, душити й топтати вільну думку…» А повернувшись 1921, сказала безмежно тяжкі слова: «Вернулася в Литву, а Литви не знайшла». Творчість Ж. змінила обличчя литовської літератури, насамперед це виявилося в зображенні життя селянства — основні теми від К. Донелайтіса до П. Цвірки. Порівняння оповідань Ж. з творами її визначних попередників у розробленні селянської теми — А. Страздаса («Пісні світські й духовні») та Д. Пошки («Селяни Жемайтії і Литви»), як й інших письменників 1-ї половини 19 століття, засвідчує великі якісні зміни в художньому образі литовського селянина, його значний розвиток і збагачення. Це стосується як поглиблення реалістичності змалювання і глибини психологічного розроблення, так і ідейної наповненості цього образу. Жемайте спростувала стереотип нерозвиненого мужичка і показала литовського селянина людиною з великими духовними задатками, з негаснучим внутрішнім життям, зі складними суперечностями свого побуту, поведінки, світовідчування, із запитами й клопотами не лише матеріальними, а й духовними, з моральними злетами й падіннями — у великому діапазоні людських типів.
Окремі твори Жемайте українською мовою переклали Ю. Назаренко та Д. Чередниченко.
Одну з вулиць в Ужгороді названо її ім'ям. На батьківщині письменниці з 1965 діє меморіальний музей. У Вільнюсі в 1971 устновлений пам'ятник. Жемайте — єдина жінка, зображена на литовських банкнотах, але найнижчого номіналу (1 лит) і вилучених з обігу в 1998, коли банкноти 1, 2 і 5 лити були замінені монетами.

## Українські переклади
- Оповідання. — К., 1949.
- Пожертва святому Юргісові. — К., 1958.

## Видані збірки та твори
- Raštai. Т. 1—4. Kaunas; Marijampolé, 1924—29;
- Raštai. Т. 1—6. Vilnius, 1957—58;
- Rudens vakaras. Vilnius, 1960;
- Prie užvertos langinės. Vilnius, 1971; 1978;
- Український переклад — Оповідання. К., 1949;
- Пожертва святому Юргісові. К., 1958;
- Російський переклад — Избранное. Москва, 1947;
- Пойманый бес: Рассказы. Москва, 1950;
- Избранные сочинения: В 2 т. Москва, 1952;
- Рассказы. Москва, 1952;
- Сноха: Рассказы. Вильнюс, 1966;
- Сноха: Повести и рассказы. Москва, 1978.